# Mindanaobrunduva
Mindanaobrunduva (Phapitreron brunneiceps) är en fågel i familjen duvor inom ordningen duvfåglar.

## Utseende och läte
Mindanaobrunduvan är en medelstor (27 cm) duva. På huvud och hals är den brun med en glänsande rödviolett fläck på sidan av halsen. Resten av ovansidan är mörkt varmbrun, med ljusare spets på stjärten. Undersidan är vingrå med kontrasterande beigefärgade undre stjärttäckare. Släktingarna större och mindre brunduva har båda ljusa streck över örontäckarna. Mindre brunduva har vitaktiga undre stjärttäckare och grönglansig halsfläck, medan större brunduva har bar röd hud kring ögat. Lätet består av en accelererande serie med hoanden likt en studsande pingisboll.

## Utbredning och systematik
Fågeln återfinns i sydöstra Filippinerna, på Mindanao och Basilan. Den behandlas som monotypisk, det vill säga att den inte delas in i några underarter. Tidigare behandlades den som underart till Phapitreron cinereiceps och visa gör det fortfarande.

## Status
Arten är fåtalig och tros minska i antal till följd av hårt jakttryck och habitatförlust. Internationella naturvårdsunionen IUCN kategoriserar den därför som sårbar. Beståndet uppskattas till mellan 3 500 och 15 000 individer.